# Circonscription de Debre Elyas
La circonscription d'Ebire Alias est une des 135 circonscriptions législatives de l'État fédéré Amhara, elle se situe dans la Zone Est Godjam. Son représentant actuel est Getachew Taye Eniley.